# Камнеломка Толми
Камнеломка Толми (лат. Saxifraga tolmiei) — вид растений рода Камнеломка (Saxifraga) семейства Камнеломковые (Saxifragaceae).
Вид назван в честь канадского хирурга, торговца мехом, натуралиста Уильяма Фрейзера Толми.

## Распространение и экология

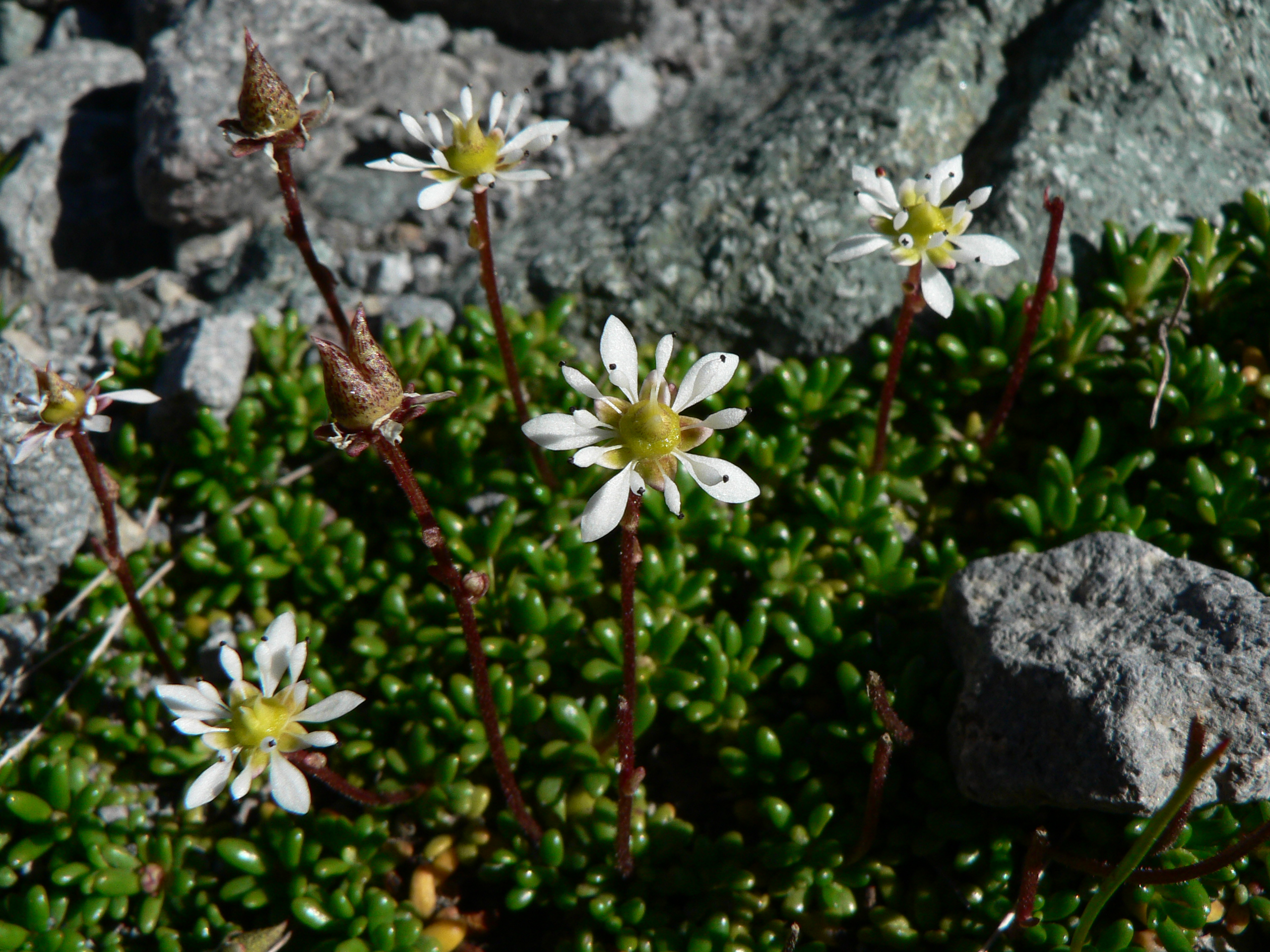
Цветки и плоды

Полуостров Камчатка, Алеутские острова и горы вдоль западного побережья Северной Америки (от Юго-Западной Аляски на юг до Калифорнии), где встречается в горах, на сырых местах в трещинах скал.

## Ботаническое описание
Рыхлодернистое растение с многочисленными вегетативными ползучими побегами и восходящими стеблями до 15 см высотой. Листья очередные, толстые, обратноланцетные, до лопатчатых или овальных, голые или с очень немногими волосками в основании.
Цветки белые, в немногоцветковых соцветиях. Цветоносы голые или опушённые, с головчатыми желёзками. Доли чашечки голые, овально-треугольные, пурпурно-крапчатые. Тычиночные нити булавовидные.

## Охрана
Вид включён в Красную книгу Камчатского края (охраняется в природном парке «Ключевской»).